# Vila Velha de Ródão
Vila Velha de Ródão es un municipio portugués del distrito de Castelo Branco, región estadística del Centro (NUTS II) y comunidad intermunicipal de Beira Baixa, con cerca de 2100 habitantes.

## Geografía
Es sede de un municipio con 329,93 km² de área y 3285 habitantes (2021), subdividido en cuatro freguesias. Los municipios están limitados al norte y al este por los municipios de Castelo Branco, al sureste por la provincia de Cáceres en España, al sur por Nisa y al oeste por Mação e Proença-a-Nova.

## Demografía
| Gráfica de evolución demográfica de Vila Velha de Ródão entre 1864 y 2021 |
|                                                                           |
| Datos según el nomenclátor publicado por el INE portugués.                |

## Freguesias
Las 4 freguesias de Vila Velha de Ródão son:
- Fratel
- Perais
- Sarnadas de Ródão
- Vila Velha de Ródão